# Chemical Physics Letters
Chemical Physics Letters is een wetenschappelijk tijdschrift met peer review dat wordt uitgegeven door Elsevier. De naam wordt gewoonlijk afgekort tot CPL of Chem. Phys. Lett. Het tijdschrift publiceert onderzoek uit de chemische fysica.
Het is gespecialiseerd in korte artikelen (letters).
Het tijdschrift werd opgericht in 1967. In 2017 bedroeg de impactfactor van het tijdschrift 1,686.